# Weser
Weser (phát âm tiếng Đức: [ˈveːzɐ]) là một sông ở tây bắc Đức. Được hợp thành khi hai sông Fulda và Werra hợp lưu tại Hannoversch Münden, sông chảy qua bang Hạ Sachsen, sau đó tiến đến thành phố Bremen, rồi chảy tiếp 50 km về phía bắc để đổ ra biển Bắc tại thành phố Bremerhaven. Bên bờ đối diện (phía tây) là thị trấn Nordenham ở chân của bán đảo Butjadingen. Weser có tổng chiều dài là 452 km. Cùng với chi lưu Werra, bắt nguồn từ bang Thüringen, chiều dài của sông là 744 km.

## Từ nguyên
Về mặt ngôn ngữ, tên của cả hai sông Weser và Werra đều có chung nguồn gốc, sự khác biệt là do ranh giới ngôn ngữ cũ giữa tiếng Thượng Đức và tiếng Hạ Đức, tiếp xúc với nhau ở Hannoversch Münden.
Tên gọi Weser tồn tại song song với tên của Wear tại Anh và Vistula tại Ba Lan, tất cả đều có gốc từ *weis- "chảy", bắt nguồn từ tiếng Anh cổ/tiếng Frisia cổ wāse "bùn", tiếng Norse cổ veisa "chất nhờn, vũng ứ đọng", tiếng Hà Lan waas "bãi cỏ", tiếng Saxon cổ wasođất ẩm ướt, bãi lầy", tiếng Thượng Đức cổ wasal "mưa".

## Dòng chảy
Sông Weser là sông chảy ra biển dài nhất nằm hoàn toàn trong lãnh thổ Đức.
Phần thượng lưu trong dòng chảy của Weser phải qua một vùng đồi núi gọi là Weserbergland. Nó trải dài từ nơi hợp lưu của Fulda và Werra đến Porta Westfalica, nơi sông phải qua một hẻm núi giữa hai dãy núi, Wiehengebirge ở phía tây và Weserbergland ở phía đông.
Giữa Minden và cửa sông đổ ra biển Bắc, sông phần lớn đã bị kênh đào hóa, cho phép tàu có trọng tải đến 1.200 tấn đi lại trên sông. Trong suốt dòng chảy của sông có tám đập thủy điện. Sông được kết nối với kênh đào Dortmund-Ems qua kênh đào Küsten (kênh đào Ven biển), và có một kênh khác nối giữa sông (tại Bremerhaven) với sông Elbe. Có một hồ chứa lớn trên sông Eder, chi lưu chính của Fulda, được sử dụng để điều chỉnh mực nước trên sông Weser nhằm đảm bảo độ sâu thích hợp cho tàu bè đi lại trong suốt cả năm. Đập được xây dựng vào năm 1914, song đã bị máy bay Anh đánh bom và phá hủy và tháng 5 năm 1943, khiến cho hạ nguồn bị thiệt hại nghiêm trọng và xấp xỉ 70 người thiệt mạng, song đã được xây dựng lại trong vòng bốn tháng. Ngày nay, hồ chứa Edersee là một khu vực nghỉ dưỡng mùa hè lớn và cung cấp một lượng điện năng đáng kể thông qua công trình thủy điện.

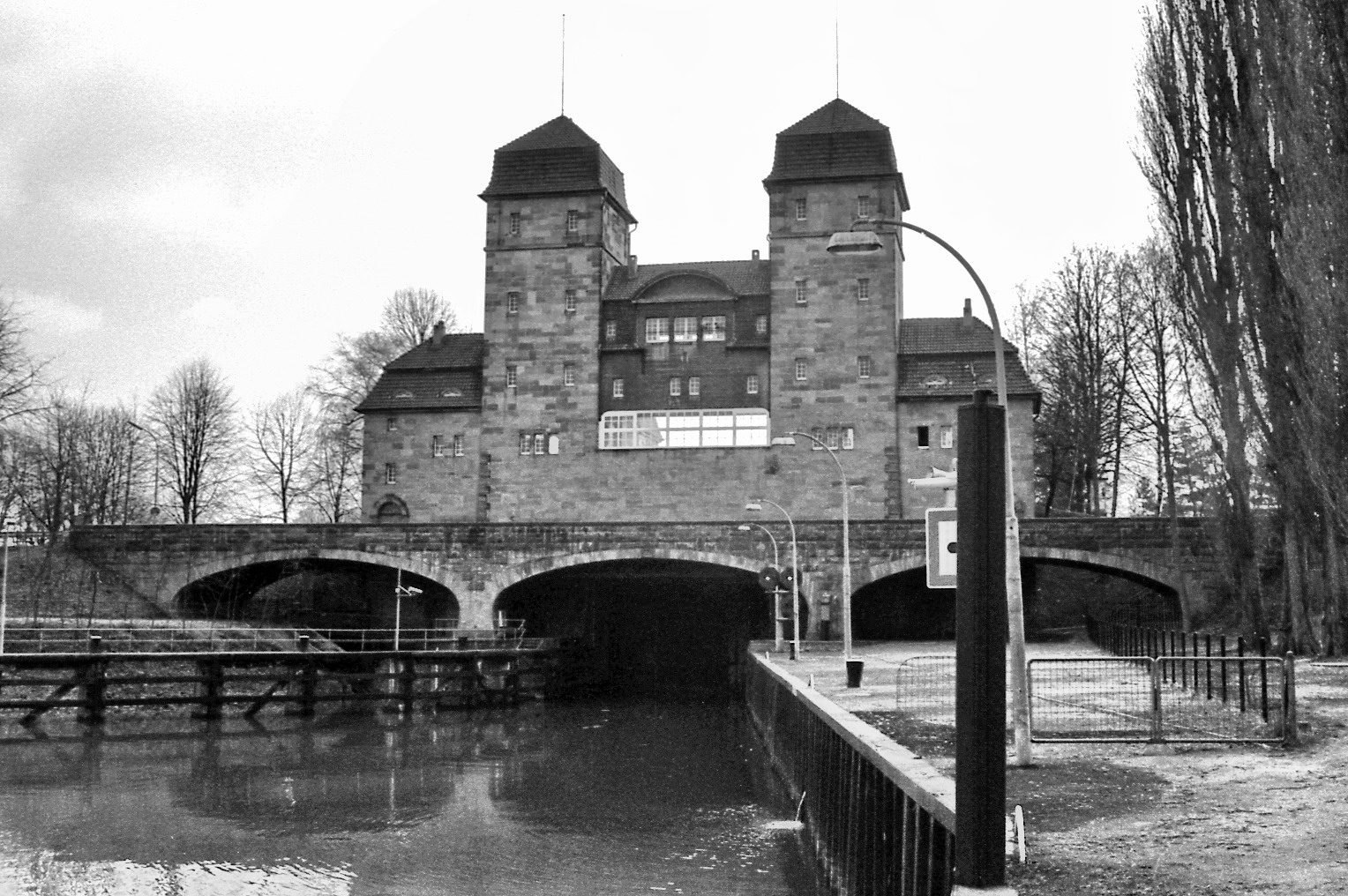
Kênh đào Mittelland tại Minden năm 1977
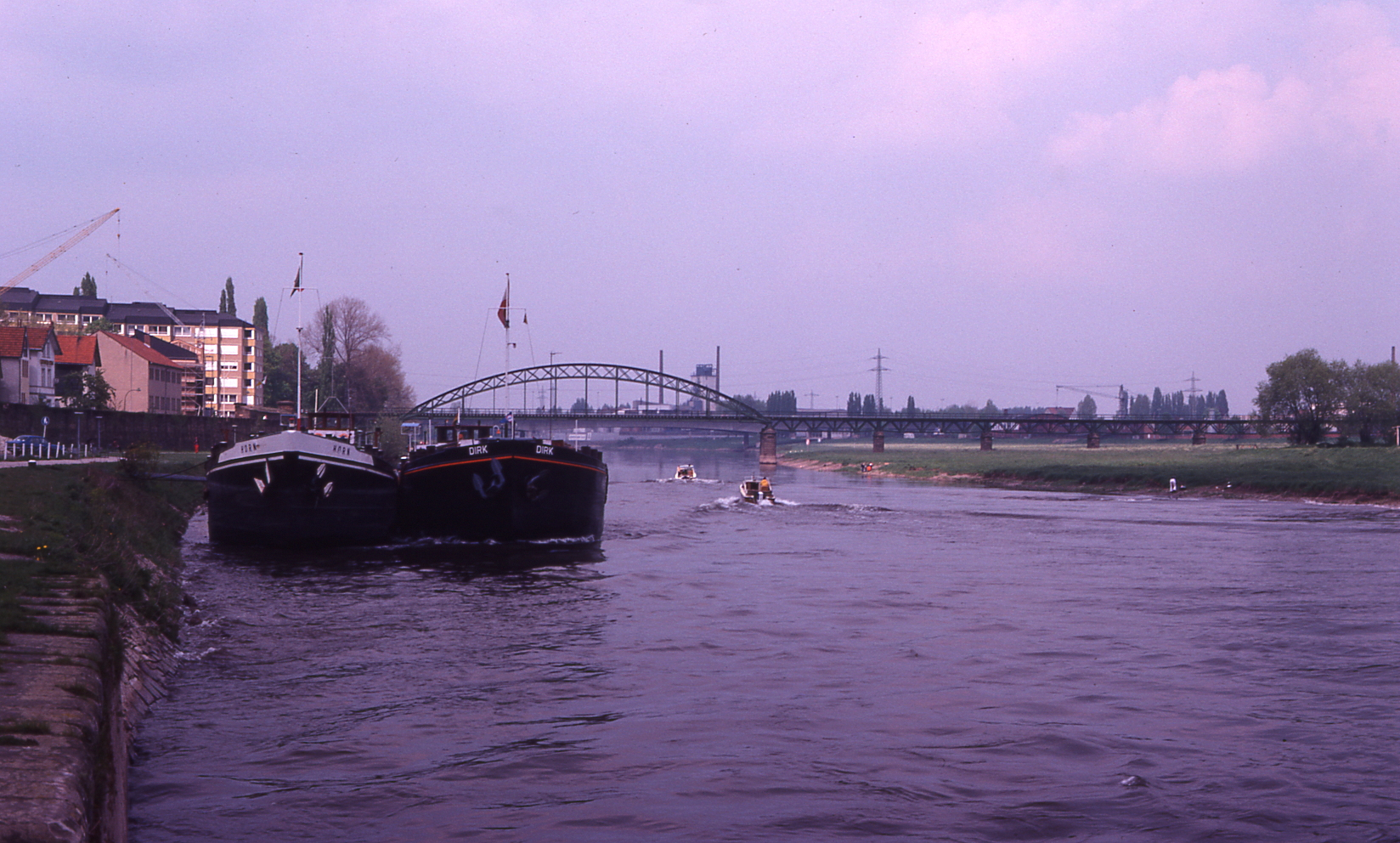
Quang cảnh sông Weser và cầu đường bộ tại Minden
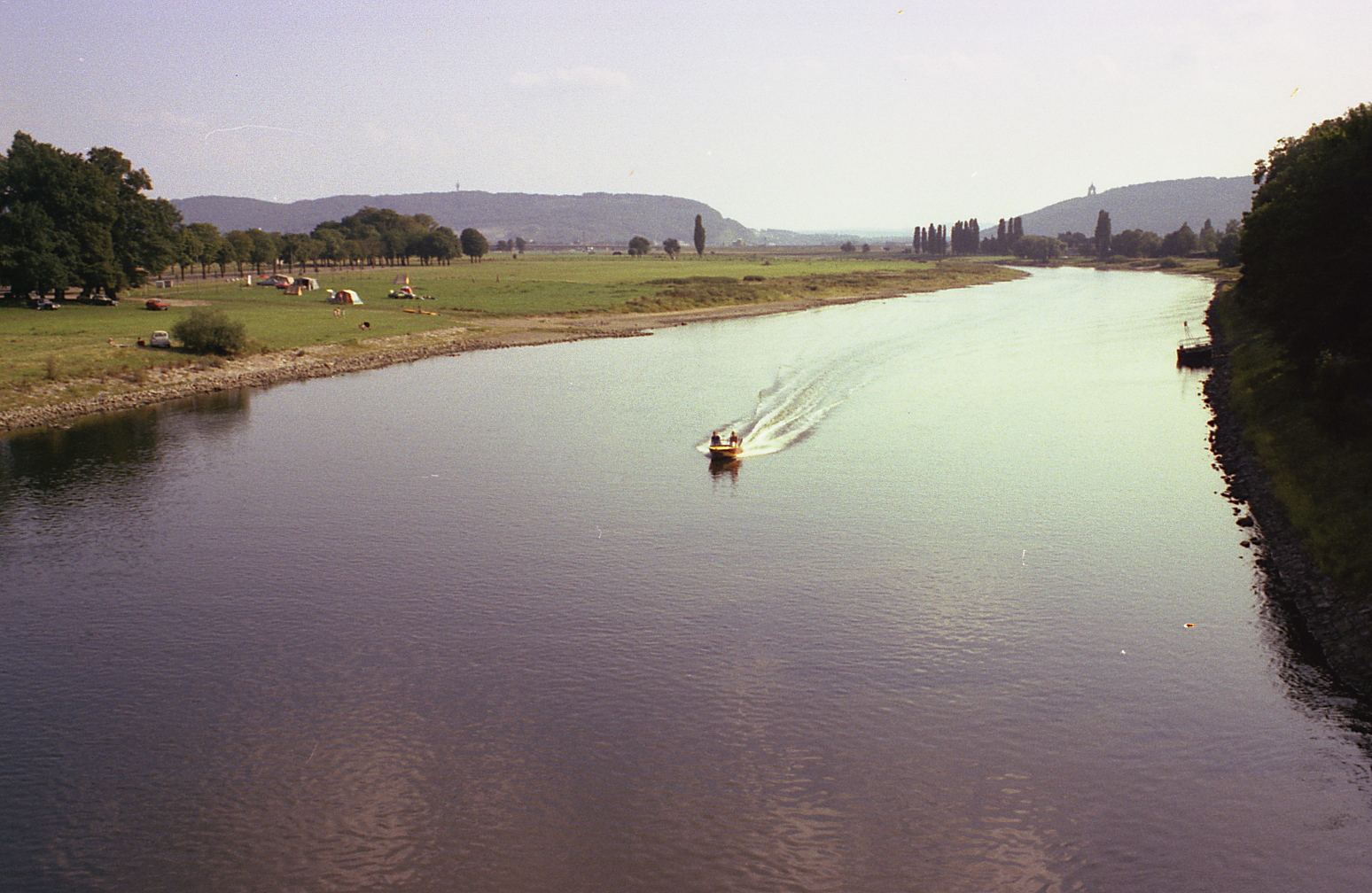
Quang cảnh sông Weser nhìn từ câud đường bộ tại Minden năm 1977

## Chi lưu
Chi lưu lớn nhất của Weser là Aller, hợp lưu ở phía nam Bremen. Các chi lưu của Weser và Werra (từ đầu nguồn) là:

### Tả
- Ulster
- Fulda, với Eder
- Diemel
- Werre
- Große Aue
- Hunte

### Hữu
- Nesse
- Aller
- Lesum
- Lune (gần Bremerhaven)
- Geeste (tại Bremerhaven)

## Các đô thị
Các đô thị dọc theo Weser, từ điểm hợp lưu của Werra và Fulda đến chứa sông, gồm: Hann. Münden, Beverungen, Höxter, Holzminden, Bodenwerder, Hameln, Hessisch Oldendorf, Rinteln, Vlotho, Bad Oeynhausen, Porta Westfalica, Minden, Petershagen, Nienburg, Achim, Bremen, Brake, Nordenham, Bremerhaven.